# Половинкин, Александр Иванович (Герой Советского Союза)
Алекса́ндр Ива́нович Полови́нкин (1920—1945) — ефрейтор Рабоче-крестьянской Красной Армии, участник Великой Отечественной войны, Герой Советского Союза (1945).

## Биография
Александр Половинкин родился в 1920 году в селе Бежаново (ныне — Вачский район Нижегородской области). После окончания начальной школы работал в колхозе. В 1940 году Половинкин был призван на службу в Рабоче-крестьянскую Красную Армию. С начала Великой Отечественной войны — на её фронтах.
К январю 1945 года ефрейтор Александр Половинкин был стрелком 898-го стрелкового полка 245-й стрелковой дивизии 59-й армии 1-го Украинского фронта. Отличился во время форсирования Одера. 30 января 1945 года Половинкин одним из первых переправился через Одер в районе населённого пункта Рейгерсфельд (ныне — Берава, Польша) и принял активное участие в боях за захват и удержание плацдарма на его западном берегу, уничтожив 20 солдат и 1 офицера противника. 8 марта 1945 года Половинкин погиб в бою. Первоначально был похоронен в польском городе Рацибуж, позднее перезахоронен на Кутузовском мемориале в селе Болеславеце.
Указом Президиума Верховного Совета СССР от 10 апреля 1945 года за «образцовое выполнение боевых заданий командования на фронте борьбы с немецкими захватчиками и проявленные при этом мужество и героизм» ефрейтор Александр Половинкин посмертно был удостоен высокого звания Героя Советского Союза. Также был награждён орденом Ленина и медалью.